# Veslování na Letních olympijských hrách 2012 – mužský dvojskif
Soutěž mužského dvojskifu na Letních olympijských hrách 2012 v Londýně se konala od 28. července do 2. srpna v lokalitě Dorney Lake (Eton Dorney).

## Kalendář
Pozn. Všechny časy jsou v britském letním čase (UTC+1).
| Datum                    | Čas   | Kolo       |
| ------------------------ | ----- | ---------- |
| Sobota 28. července 2012 | 10:30 | Rozjížďky  |
| Neděle 29. července 2012 | 09:30 | Opravy     |
| Úterý 31. července 2012  | 12:20 | Semifinále |
| Čtvrtek 2. srpna 2012    | 09:50 | Finále B   |
| Čtvrtek 2. srpna 2012    | 11:50 | Finále     |

## Výsledky
Q = postup do další fáze, R = účast v opravách

### Rozjížďky
První tři posádky z každé rozjížďky postoupily do semifinále, zbylé se zúčastnily oprav.

#### Rozjížďka 1
| Poř. | Veslaři                            | Země      | Čas     | Pozn. |
| ---- | ---------------------------------- | --------- | ------- | ----- |
| 1    | Eric Knittel Stephan Krüger        | Německo   | 6:17,74 | Q     |
| =2   | Rolandas Maščinskas Saulius Ritter | Litva     | 6:17,78 | Q     |
| =2   | Luka Špik Iztok Čop                | Slovinsko | 6:17,78 | Q     |
| 4    | David Crawshay Scott Brennan       | Austrálie | 6:21,25 | R     |
| 5    | Michael Braithwaite Kevin Kowalyk  | Kanada    | 6:34,11 | R     |

#### Rozjížďka 2
| Poř. | Veslaři                         | Země     | Čas     | Pozn. |
| ---- | ------------------------------- | -------- | ------- | ----- |
| 1    | Nils Jakob Hoff Kjetil Borch    | Norsko   | 6:16,31 | Q     |
| 2    | Alessio Sartori Romano Battisti | Itálie   | 6:18,50 | Q     |
| 3    | Julien Bahain Cédric Berrest    | Francie  | 6:19,61 | Q     |
| 4    | Dmytro Michaj Artem Morozov     | Ukrajina | 6:49,70 | R     |

#### Rozjížďka 3
| Poř. | Veslaři                      | Země           | Čas     | Pozn. |
| ---- | ---------------------------- | -------------- | ------- | ----- |
| 1    | Nathan Cohen Joseph Sullivan | Nový Zéland    | 6:11,30 | Q     |
| 2    | Bill Lucas Sam Townsend      | Velká Británie | 6:11,94 | Q     |
| 3    | Ariel Suárez Cristian Rosso  | Argentina      | 6:13,68 | Q     |
| 4    | Juri-Mikk Udam Geir Suursild | Estonsko       | 6:33,88 | R     |

### Opravy
První tři posádky postoupily do semifinále, zbylá posádka zaujala poslední, 13. místo.
| Poř. | Veslaři                           | Země      | Čas     | Pozn. |
| ---- | --------------------------------- | --------- | ------- | ----- |
| 1    | David Crawshay Scott Brennan      | Austrálie | 6,25,36 | Q     |
| 2    | Dmytro Michaj Artem Morozov       | Ukrajina  | 6:30,19 | Q     |
| 3    | Michael Braithwaite Kevin Kowalyk | Kanada    | 6:30,74 | Q     |
| 4    | Juri-Mikk Udam Geir Suursild      | Estonsko  | 6:38,50 |       |

### Semifinále
První tři posádky postoupily do finále A, ostatní do finále B.

#### Semifinále 1
| Poř. | Veslaři                         | Země        | Čas     | Pozn. |
| ---- | ------------------------------- | ----------- | ------- | ----- |
| 1    | Ariel Suárez Cristian Rosso     | Argentina   | 6:19,40 | Q     |
| 2    | Nathan Cohen Joseph Sullivan    | Nový Zéland | 6:19,79 | Q     |
| 3    | Alessio Sartori Romano Battisti | Itálie      | 6:20,68 | Q     |
| 4    | Eric Knittel Stephan Krüger     | Německo     | 6:22,54 |       |
| 5    | David Crawshay Scott Brennan    | Austrálie   | 6:23,47 |       |
| 6    | Dmytro Michaj Artem Morozov     | Ukrajina    | 6:36,52 |       |

#### Semifinále 2
| Poř. | Veslaři                            | Země           | Čas     | Pozn. |
| ---- | ---------------------------------- | -------------- | ------- | ----- |
| 1    | Luka Špik Iztok Čop                | Slovinsko      | 6:19,97 | Q     |
| 2    | Rolandas Maščinskas Saulius Ritter | Litva          | 6:21,62 | Q     |
| 3    | Bill Lucas Sam Townsend            | Velká Británie | 6:22,47 | Q     |
| 4    | Nils Jakob Hoff Kjetil Borch       | Norsko         | 6:22,88 |       |
| 5    | Julien Bahain Cédric Berrest       | Francie        | 6:29,61 |       |
| 6    | Michael Braithwaite Kevin Kowalyk  | Kanada         | 6:38,94 |       |

### Finále

#### Finále B (7. až 12. místo)
| Poř. | Veslaři                           | Země      | Čas     | Pozn. |
| ---- | --------------------------------- | --------- | ------- | ----- |
| 1    | Nils Jakob Hoff Kjetil Borch      | Norsko    | 6:20,82 |       |
| 2    | David Crawshay Scott Brennan      | Austrálie | 6:22,19 |       |
| 3    | Eric Knittel Stephan Krüger       | Německo   | 6:23,36 |       |
| 4    | Julien Bahain Cédric Berrest      | Francie   | 6:26,44 |       |
| 5    | Dmytro Michaj Artem Morozov       | Ukrajina  | 6:31,51 |       |
| 6    | Michael Braithwaite Kevin Kowalyk | Kanada    | 6:32,61 |       |

#### Finále A (1. až 6. místo)
| Poř.             | Veslaři                            | Země           | Čas     | Pozn. |
| ---------------- | ---------------------------------- | -------------- | ------- | ----- |
| Zlatá medaile    | Nathan Cohen Joseph Sullivan       | Nový Zéland    | 6:31,67 |       |
| Stříbrná medaile | Alessio Sartori Romano Battisti    | Itálie         | 6:32,80 |       |
| Bronzová medaile | Luka Špik Iztok Čop                | Slovinsko      | 6:34,35 |       |
| 4                | Ariel Suárez Cristian Rosso        | Argentina      | 6:36,36 |       |
| 5                | Bill Lucas Sam Townsend            | Velká Británie | 6:40,54 |       |
| 6                | Rolandas Maščinskas Saulius Ritter | Litva          | 6:42,69 |       |